# Lorris
Lorris település Franciaországban, Loiret megyében. Lakosainak száma 3002 fő (2022. január 1.). Lorris Noyers, Les Bordes, Coudroy, La Cour-Marigny, Montereau, Vieilles-Maisons-sur-Joudry és Bray-Saint-Aignan községekkel határos.

## Népesség
A település népességének változása:
| Lakosok száma | 2170 | 2556 | 2620 | 2815 | 2993 | 2910 | 2943 | 2973 | 2988 | 3002 |
|               | 1968 | 1982 | 1990 | 2006 | 2013 | 2015 | 2017 | 2019 | 2020 | 2022 |